# Fractura por fatiga
En medicina, se conoce como fractura por fatiga a la fractura ósea que se produce en un hueso sano sin que exista un traumatismo previo que la provoque. Suelen ocurrir en atletas o personas que realizan grandes marchas de forma habitual como militares. Las localizaciones más frecuentes son en los huesos metatarsianos del pie y la tibia.

## Fractura de fatiga versus fatiga de estrés
Aunque en ocasiones ambos términos se usan indistintamente, las fracturas de estrés son las que se producen sin antecedentes de un traumatismo previo, pueden ser a su vez de dos tipos diferentes:
- Fracturas de fatiga cuando el hueso previamente está sano y posee una resistencia elástica normal.
- Fracturas por insuficiencia ósea, cuando el hueso sufre una patología o enfermedad previa que disminuye su resistencia, por ejemplo en caso de osteoporosis.[1]

## Etiología
La fractura por fatiga se producen como consecuencia de una sobrecarga muscular mantenida o una tensión reiterada que acaban por dañar el hueso.

## Síntomas y diagnóstico
El diagnóstico suele ser difícil pues cursan con un dolor insidioso de evolución progresiva y no existe antecedentes de traumatismo previo que hagan sospechar la existencia de fractura. Es habitual que en las radiografías iniciales no se aprecia líneas de fractura, por ello el diagnóstico suele demorarse en el tiempo.

## Localización
Las fracturas por fatiga pueden producirse en cualquier hueso del esqueleto, sin embargo las localizaciones habituales son en el miembro inferior, principalmente metatarsiano (82%), tibia (11%) y peroné (2%). Otras localizaciones poco frecuentes son: fémur, pelvis, calcáneo, apófisis espinosa de la columna vertebral y costillas.

## Tratamiento
Cada caso es diferente y debe ser tratado de forma individualizada, dependiendo del tipo de fractura, su localización y el tiempo de evolución. Las técnicas de tratamiento pueden ser conservadoras con inmovilización y vendaje de yeso o quirúrgica si existe desplazamiento de los fragmentos óseos.